# Langshan (Duits type)
De Duitse langshan of Langshan van het Duitse type  is een kippenras, dat eind 19e eeuw vanuit de Chinese Croad-Langshan in Duitsland gefokt is.

## Kenmerken
De Duitse Langshan is een kip met opvallend lange loopbenen en een langgestrekte romp. De houding neigt iets naar voren en de ruglijn stijgt naar achteren op. De romp is krachtig gebouwd en blijft over de gehele lengte gelijk breed. De Langshan bezit een zeer diepe, brede en gewelfde borst. Op de relatief kleine kop zit een kleine enkelvoudige kam.
Evenals de Croad-Langshan, is de Duitse langshan een typische dubbeldoelkip. De hen legt in het eerste legjaar 160, in het tweede 120 stuks ca. 58 g zware, geel- tot bruinkleurige eieren. De grootte van de ring is bij de haan 22mm en bij de hen 20mm. Volgens de Entente Européenne d’Aviculture et de Cuniculture zijn de kleurslagen gezoomd blauw en bruinberken erkend. In België zijn beide kleurslagen in de rasstandaard geaccepteerd, in Nederland enkel de eerste. De witte en zwarte kleurslag komen ook voor.

## Gevaar van uitsterven
Ook in het land van oorsprong is het ras zeldzaam en is op de zogenaamde Rode Lijst in de hoogste risicoklasse (extreem bedreigd) geclassificeerd. In 2009 was een totaal bestand van 104 hanen en 407 hennen bekend.